# 1811 en droit
Cet article présente les faits marquants de l'année 1811 en droit.

## Événements

### Mai
- 14 mai : José Gaspar Rodríguez de Francia proclame l’indépendance du Paraguay.

### Juillet
- 5 juillet : Francisco de Miranda et Simón Bolívar proclament l’indépendance du Venezuela. Les insurgés, dirigés par Miranda, se heurtent à la résistance des oligarques créoles, inquiets de la radicalisation du mouvement, les llaneros conduits par le royaliste José Tomás Boves. L'île de Margarita est l'une des sept provinces qui signent l'Acte de l'Indépendance du Venezuela, décision qui lui a valu l'attribution de l'une des sept étoiles qui ornent encore aujourd'hui le drapeau national.

### Août
- 6 août, Espagne : les Cortes insurrectionnelles reconnaissent l’abolition du système seigneurial. Les privilèges, droits seigneuriaux et redevances dues au clergé sont abolis.
  - Les Cortes ont assimilé la seigneurie, propriété éminente, à la propriété réelle : l’aristocratie espagnole perd ses droits féodaux mais augmente considérablement ses propriétés. En Andalousie, en Estrémadure, se forment des latifundia.